# Clifton (Cumbria)
Clifton è un villaggio e parrocchia civile dell'Inghilterra, appartenente alla contea della Cumbria.